# Luigi Calamatta
Louis Antoine Joseph Calamatta (asi 1801, Civitavecchia – 8. března 1869, Milán) byl italský malíř, kreslíř a rytec. Působil především v Itálii a ve Francii. Přátelil se s Ingresem, jemuž převedl mnohé jeho obrazy do rytin.

## Život a dílo
Nejprve studoval kresbu v Římě pod vedením Francesca Giangiacoma, bral si lekce rytí od Domenica Marchettiho. Svou první desku provedl pod dohledem Antonia Riccianiho. V roce 1822 odešel do Paříže, kde se seznámil s Ingresem.
V roce 1836 odcestoval do Florencie, kde zhotovil rytiny portrétů Raphaela a Masaccia a rytiny obrazů Perugina a Leonarda da Vinciho. V roce 1837 byl jmenován ředitelem školy rytců v Bruselu a stal se rytířem řádu Čestné legie. Po sjednocení Itálie do konce svého života působil jako profesor rytiny v Miláně.
Hlavní díla Calamatty: „Mona Lisa“ od Leonarda da Vinciho, „Ježíš Kristus a apoštol Peter“ od Cigoliho, portréty Guizota, Delarocheho, vévody z Orleansu a hraběte Louise Mole s Engrem, „Vize proroka Ezechiela“ a „Madonna della Sedia“ od Raphaela a řada dalších. Působil jako učitel na École royale de gravure v Bruselu.
Dcera Calamattyho byla manželkou syna George Sanda Mauriceho.

## Galerie

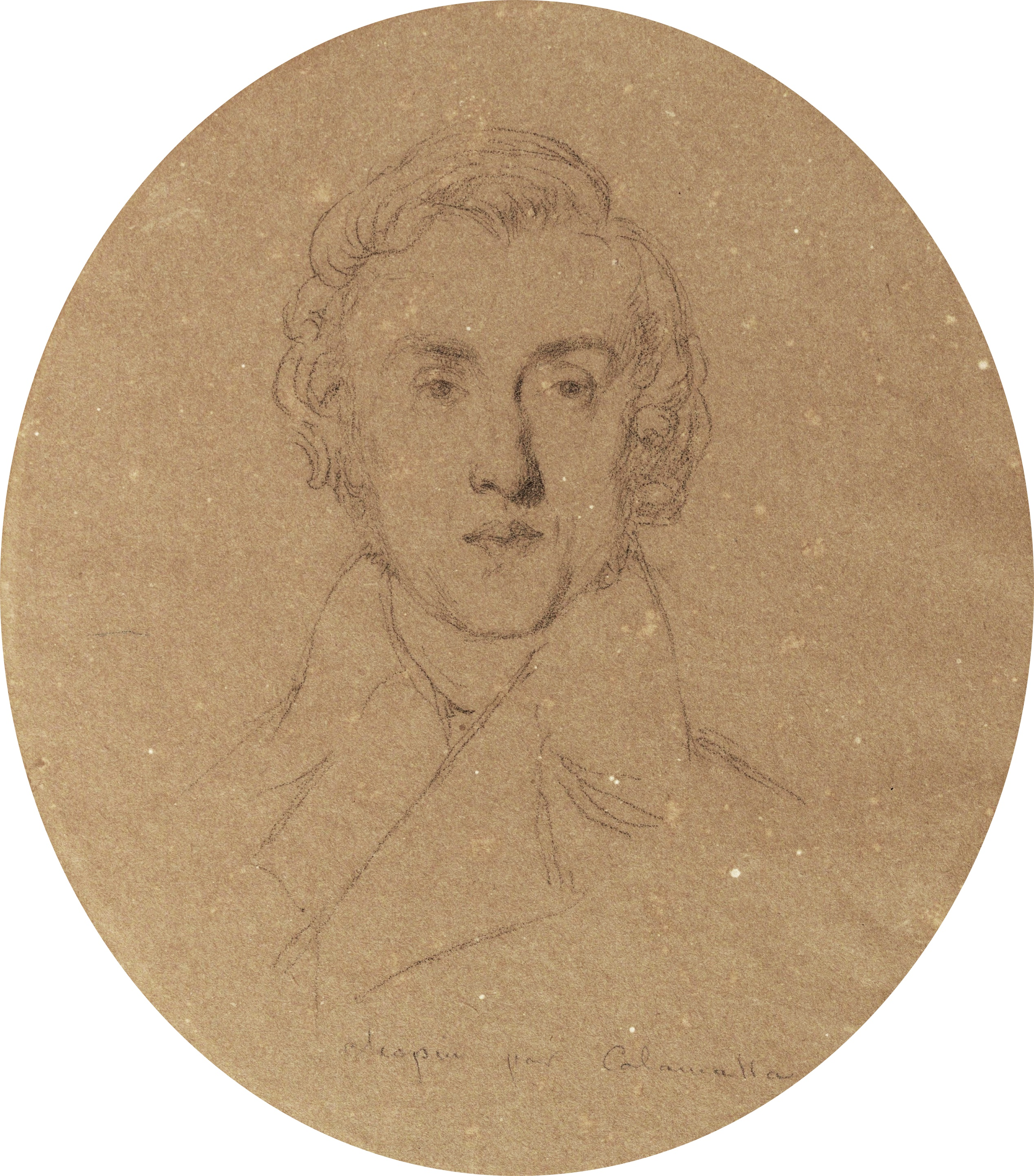
Fryderyk Chopin, Google Art Project
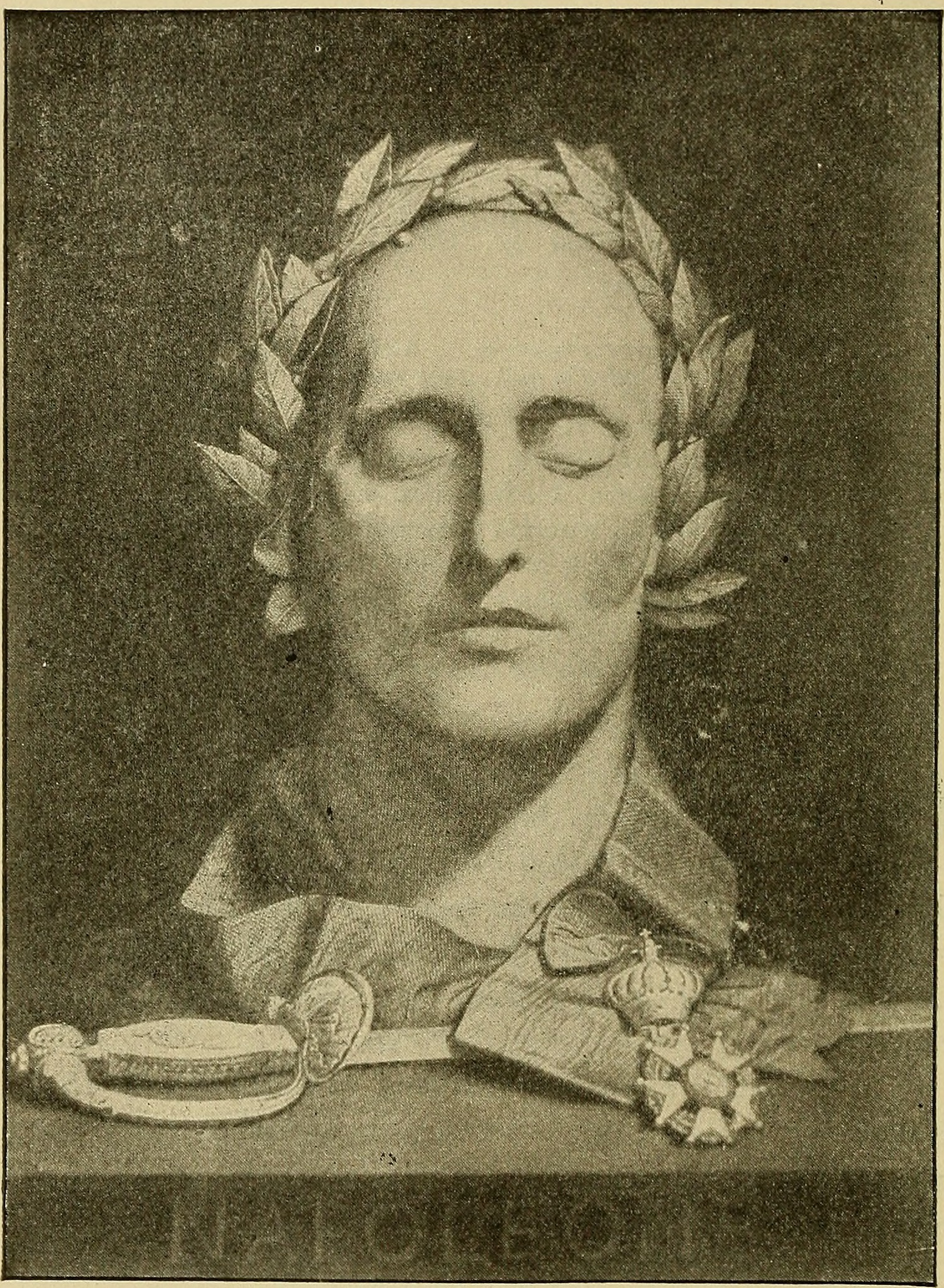
Napoleon Boneparte, 1901
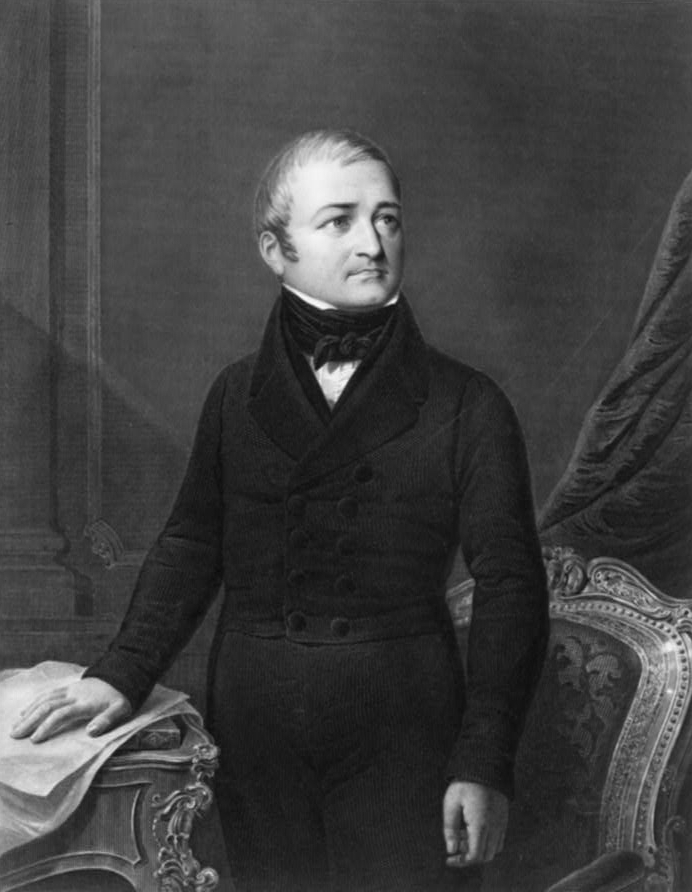
Adolphe Thiers
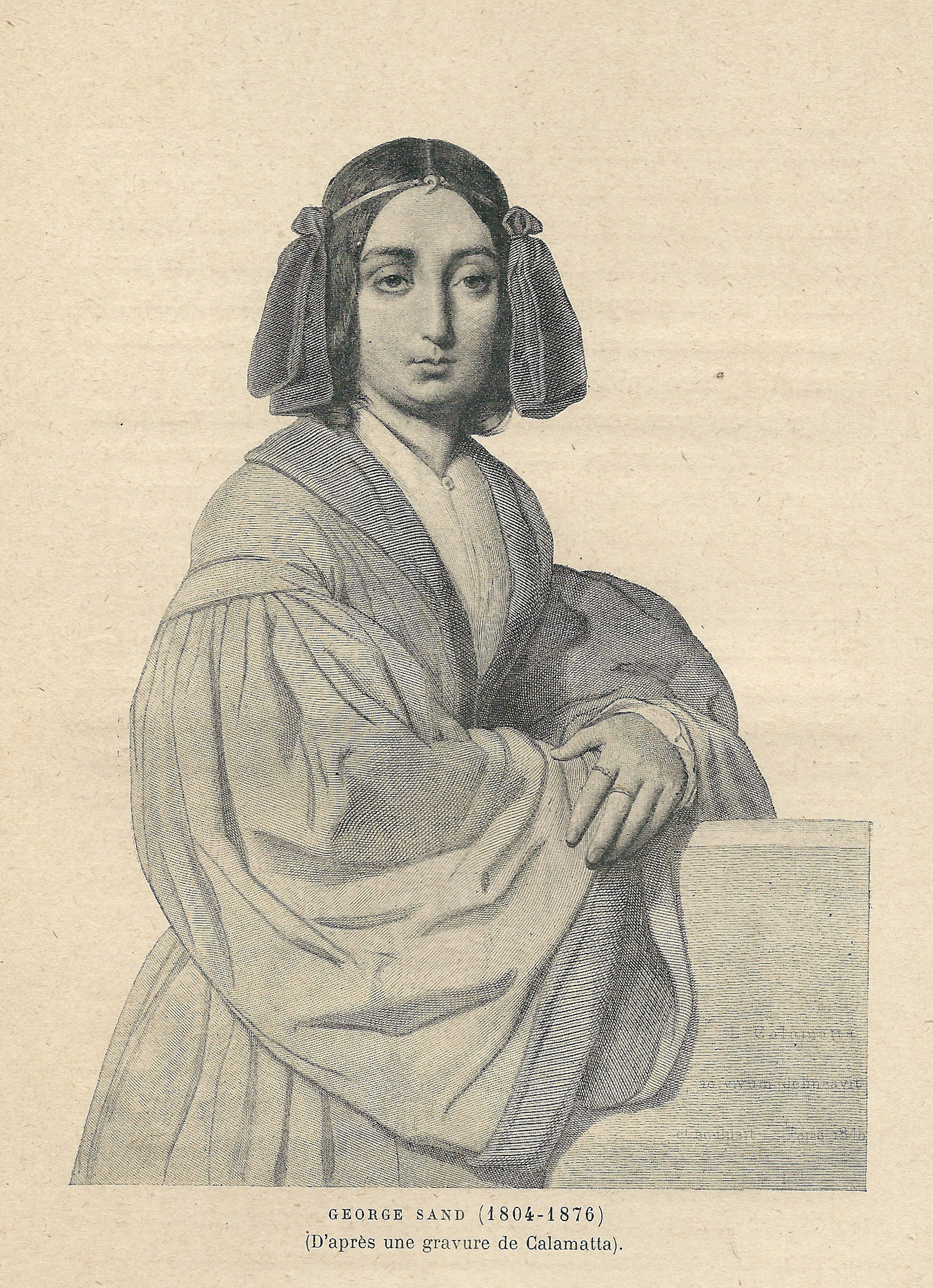
George Sand, gravure
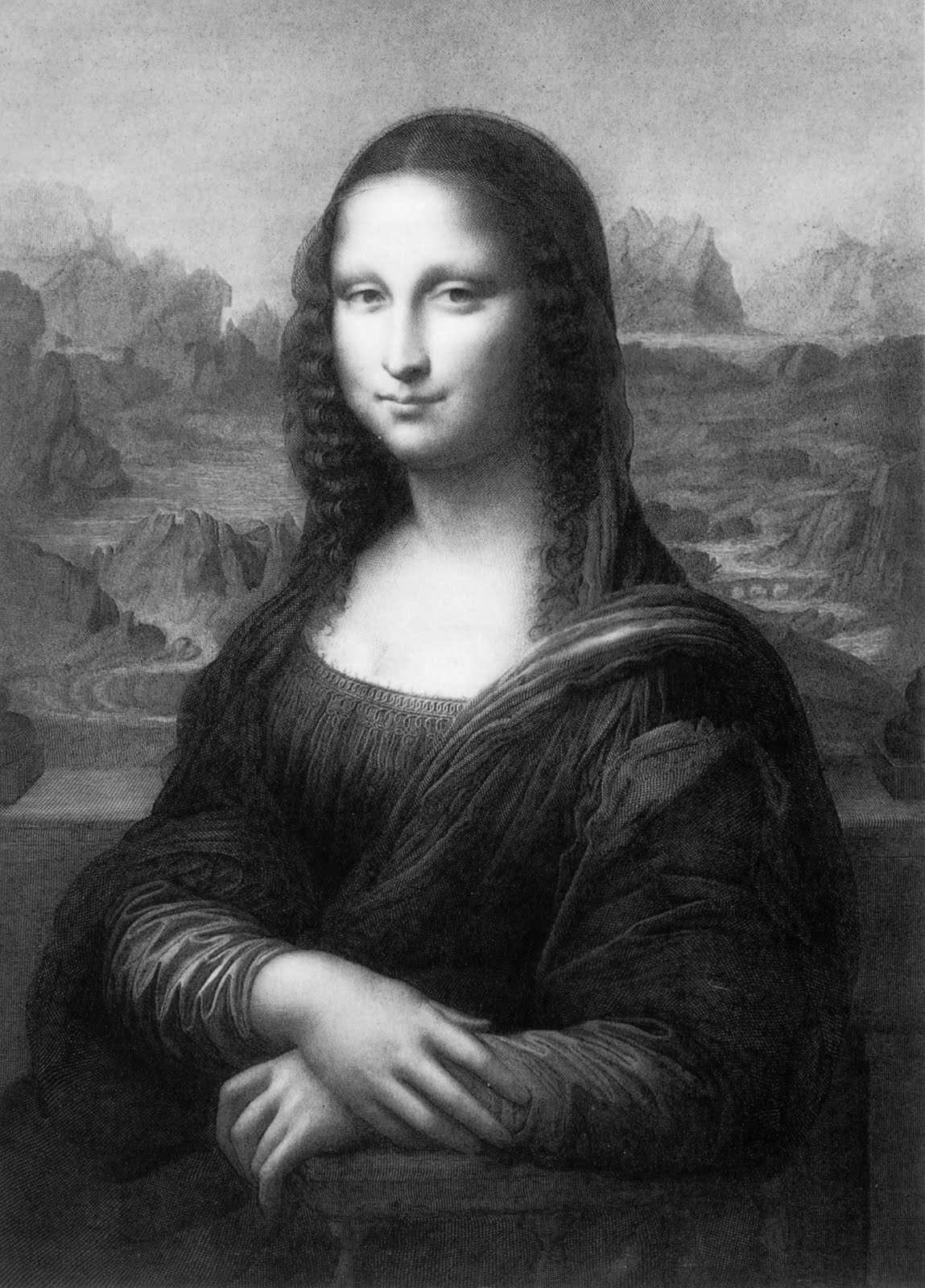
Mona Lisa

## Díla
- Monna Lisa (1837) podle Da Vinciho.
- Madonna di Foligno Madonna della Sedia, The Vision of Ezekiel, a Peace (1855) podle Raphaela.
- Our Lord walking on the Sea; podle Cigoliho.
- Francesca da Rimini; podle Scheffera.
- Duke of Orleans; Count Molè (1865); The Vow of Louis XIII; a Madmouiselle Boimara; podle Ingrese.
- Guizot; podle Delaroche.
- Portréty Actora a Miss Lèvery; podle Deveria.
- Portrét Lamennais; podle Ary Scheffera.
- Beatrice Cenci (1857) podle Guido Reni.
- Recollections of Rome, podle Stevense.
- Portréty Rubense, Georges Sanda a Ingrese.
- Portrét Krále Španělska; podle Madrazoa.